# 메두사호의 뗏목
《메두사호의 뗏목》(프랑스어: Le Radeau de la Méduse)은 테오도르 제리코가 1819년에 제작한 그림이다. 루브르 미술관 소장. 이 작품은 당시 실제로 일어난 사건을 소재로 하고 있다. 구도는 당시 평면적 전개를 피하고 피라미드형 구조인데, 희망과 감동의 초점을 멋지고 힘차게 그렸다.
이 대작은 당시의 사건을 그리고 있다. 1816년에 범주 전함(帆走戰艦) 메두사호는 식민지로 향해 가는 관원(官員)과 함께 약 4백 명을 태우고 출발했으나 암초에 걸렸다. 배를 버리고 승원은 구명정(救命艇)에 분승(分乘)했으나 나머지 149명 때문에 커다란 뗏목을 만들었다. 그러나 대양에 나와 밧줄이 끊어져 뗏목 위에서는 물과 음식 때문에 피로 물든 싸움이 벌어졌다. 구조선이 나타났을 때 생존자는 15명이고 모두 빈사(瀕死) 상태였다. 이 보도는 세론을 들끓게 했는데, 제리코는 구조선이 나타났을 때 흥분한 순간을 잘 묘사하고 있다.
제리코는 제작에 임하여 생존자를 남김 없이 방문, 같은 모양으로 뗏목의 모형을 만들고 시체를 화실로 가져다가 그 경직(硬直) 상태를 조사하고, 병원을 방문하여 빈사의 인체를 연구하였는데, 제작할 때 외젠 들라크루아가 선배를 위하여 포즈를 취한 것은 또한 미담이다.

## 참고 문헌
- 이 문서에는 다음커뮤니케이션(현 카카오)에서 GFDL 또는 CC-SA 라이선스로 배포한 글로벌 세계대백과사전의 내용을 기초로 작성된 글이 포함되어 있습니다.